# PGA Tour
PGA Tour je organizátor hlavních profesionálních golfových tour (turnajových sérií) ve Spojených státech amerických a v Severní Americe. Organizuje především většinu turnajů své turnajové série pro profesionální golfisty, známé jako PGA Tour, ale také turnaje série PGA Tour Champions pro profesionální golfisty starší 50 let, série zvané Korn Ferry Tour pro profesionály, kteří se pro daný rok nekvalifikovali ke hře na PGA Tour, dále PGA Tour Canada, PGA Tour Latinoamérica, a PGA Tour China.
PGA Tour je nezisková organizace se sídlem v Ponte Vedra Beach na Floridě (jihovýchodní předměstí Jacksonville). Původně byla organizace založena organizací zvanou PGA of America (Sdružení amerických profesionálních golfistů), ale v prosinci 1968 se PGA Tour oddělila do samostatné organizace pro turnajové profesionály (původně tak byla pouze „sekcí turnajových hráčů“ v PGA of America), na rozdíl od klubových profesionálů, na které se soustřeďuje současná PGA of America. Jméno PGA Tour má od roku 1975.
Organizuje většinu každotýdenních turnajů, kolektivně známých jako PGA Tour, včetně hráčského mistrovství The Players Championship, hraného na hřišti TPC Sawgrass. Organizuje také celoroční žebříček FedEx Cup, jeho finálový turnaj Tour Championship na hřišti East Lake Golf Club, a každý druhý rok hraný mezinárodní týmový zápas Presidents Cup. Ostatní turnaje na PGA Tour jsou organizovány jinými organizacemi, jako například americkou LPGA Tour pro profesionální golfistky.